# Estação Verdun
A Estação Verdun é uma das estações do Metrô de Montreal, situada em Montreal, entre a Estação Jolicoeur e a Estação De L'Église. Faz parte da Linha Verde.
Foi inaugurada em 03 de setembro de 1978. Localiza-se na Avenida Verdun. Atende o distrito de Verdun.

## Origem do nome
O nome desta estação acompanha o nome da rua rue Verdun. As terras da região aonde se encontra a estação, foram doadas como uma concessão para Zacharie Dupuis, em 1671. Ele era chamado Fief-de-Verdun em lembrança a sua terra natal, Saverdun no sul da França.

## Ruas próximas
- rue Verdun
- avenue Willibrord

## Pontos de interesse
- Centre communautaire Marcel-Giroux
- St. Willibrord Hospitality Centre
- CKOI (CKOI-FM é uma rádio canadense, operando em francês)
- St. Willibrord Hospitality Center
- Hôtel de ville de Verdun (Prefeitura)
- École Levis-Sauvé
- Régie du logement
- Centre communautaire Marcel-Giroux